# Miguel Ángel Navarro (nadador)
Miguel Ángel Navarro (Mar del Plata, Argentina, 14 de enero de 1982) es una nadador boliviano, recordista nacional en 50 m Mariposa, 100 m Mariposa, y 100 m libre junto a varias pruebas de relevos con su club Samix de Santa Cruz de la Sierra y la selección. Navarro representó a Bolivia en los Juegos Olímpicos de Beijing de 2008 en la prueba de los 100 m libres Él terminó la prueba con un tiempo de 56.96 segundos. Navarro, sin embargo, falló en avanzar a semifinales quedando sesenta y tres en el ranking general.